# Paradise (George Ezra)
Paradise è un singolo del cantautore britannico George Ezra, pubblicato il 19 gennaio 2018 come secondo estratto dal secondo album in studio Staying at Tamara's.

## Successo commerciale
Il singolo ha ottenuto successo in Austria, Belgio, Germania, Irlanda e Regno Unito.

## Video musicale
Il video musicale è stato pubblicato il 19 gennaio 2018 sul canale Vevo-YouTube del cantante.